# Excorallana subtilis
Excorallana subtilis là một loài chân đều trong họ Corallanidae. Loài này được Hansen miêu tả khoa học năm 1890.